# Armand Călinescu
Armand Călinescu (4. juni 1893 – 21. september 1939) var en rumænsk politiker, der var Rumæniens premierminister i 1939.
Han trådte ind i Nationalforsamlingen i 1926 som medlem af Bondepartiet. Da partiet, nu det Nationale Bondeparti, kom til magten, fik han flere embeder, fx som præfekt i distriktet Argeş, hvor var født. Han var uenig med partiet på grund af dets pagt med Jerngarden i 1937 og blev smidt ud af det, da han blev indenrigsminister i Octavian Gogas kabinet.
Jerngardens leder blev myrdet i fængsel, mens Călinescu var indenrigsminister. I marts 1939 udnævnte kong Carol 2. ham til premierminister, men Jerngarden myrdede ham kort derefter.